# The End of the Beginning
Albums de Murs
Murs Is My Best Friend
(2002) Murs 3:16: The 9th Edition
(2004)
The End of the Beginning est le cinquième album studio de Murs, sorti le 25 février 2002.
L'album s'est classé 27e au Top Independent Albums.

## Liste des titres
| No  | Titre                                     | Contient un (des) sample(s) de            | Durée |
| --- | ----------------------------------------- | ----------------------------------------- | ----- |
| 1.  | You & I                                   |                                           | 3:13  |
| 2.  | Dibbs Did This Shit (Interlude)           |                                           | 2:09  |
| 3.  | What Do You Know?                         |                                           | 4:05  |
| 4.  | The Scuffle                               | My Mike Sounds Nice de Salt-n-Pepa        | 3:44  |
| 5.  | The Night Before                          |                                           | 4:38  |
| 6.  | Transitions az a Ridah                    | Ambitionz az a Ridah de 2Pac              | 3:26  |
| 7.  | Happy Pills (featuring Aesop Rock)        |                                           | 4:56  |
| 8.  | Risky Business (featuring Shock-G)        |                                           | 4:52  |
| 9.  | The Dance (featuring El-P)                |                                           | 4:37  |
| 10. | God's Work                                |                                           | 4:24  |
| 11. | Def Cover                                 |                                           | 3:56  |
| 12. | Please Leave                              |                                           | 3:46  |
| 13. | Sore Losers                               | That's When Ya Lost des Souls of Mischief | 2:50  |
| 14. | BT$                                       |                                           | 3:07  |
| 15. | 18/W a Bullet (Remix)                     |                                           | 4:27  |
| 16. | Brotherly Love                            | City of Brotherly Love des Soul Survivors | 3:50  |
| 17. | Got Damned?                               |                                           | 4:19  |
| 18. | Done Deal (featuring 3 Melancholy Gypsys) |                                           | 3:28  |